# Back in Black
Pour les articles homonymes, voir Back in Black (homonymie) et BIB.
Ne doit pas être confondu avec Back to Black.
Albums de AC/DC
Highway to Hell
(1979) For Those About to Rock We Salute You
(1981)
Singles
1. You Shook Me All Night Long
Sortie : 19 août 1980
2. Hells Bells
Sortie : 31 octobre 1980
3. Back in Black
Sortie : 21 décembre 1980
4. Rock and Roll Ain't Noise Pollution
Sortie : 15 mars 1981

Back in Black (également désigné sous l'abréviation BIB) est le 6e album du groupe de hard rock AC/DC, sorti le 25 juillet 1980. Il s'agit du premier album du groupe enregistré avec le chanteur Brian Johnson, remplaçant Bon Scott, le précédent chanteur, décédé six mois plus tôt et à qui l'album rend hommage.
Avec des ventes estimées à plus de 50 millions d'exemplaires, il est l'album le plus vendu du groupe, et le deuxième album le plus vendu de tous les temps derrière Thriller de Michael Jackson. Il est également reconnu comme un album majeur du hard rock. En décembre 2021, il est désigné comme étant le « meilleur album australien de tous les temps » par le magazine Rolling Stone Australia.

## Historique
Après la mort de Bon Scott le 19 février 1980, Back In Black est le premier album d'AC/DC à être enregistré avec le chanteur Brian Johnson.

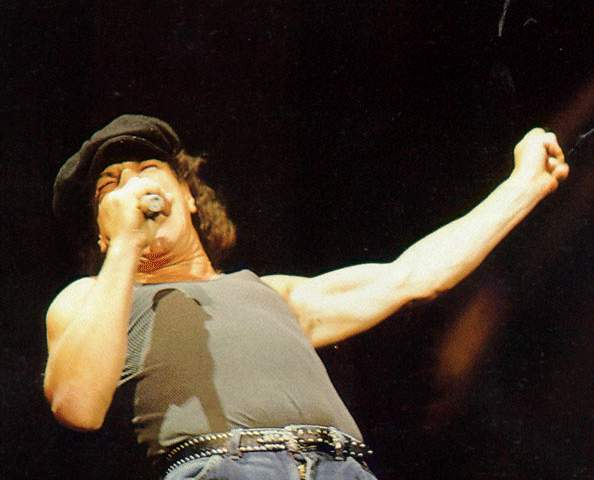
Brian Johnson remplaça Bon Scott comme chanteur.

Le producteur Robert "Mutt" Lange avait déjà travaillé avec le groupe pour l'album précédent, Highway to Hell. Les enregistrements ont eu lieu aux studios Compass Point de Nassau (Bahamas) et aux studios Electric Lady de New York, où l'album a également été mixé.

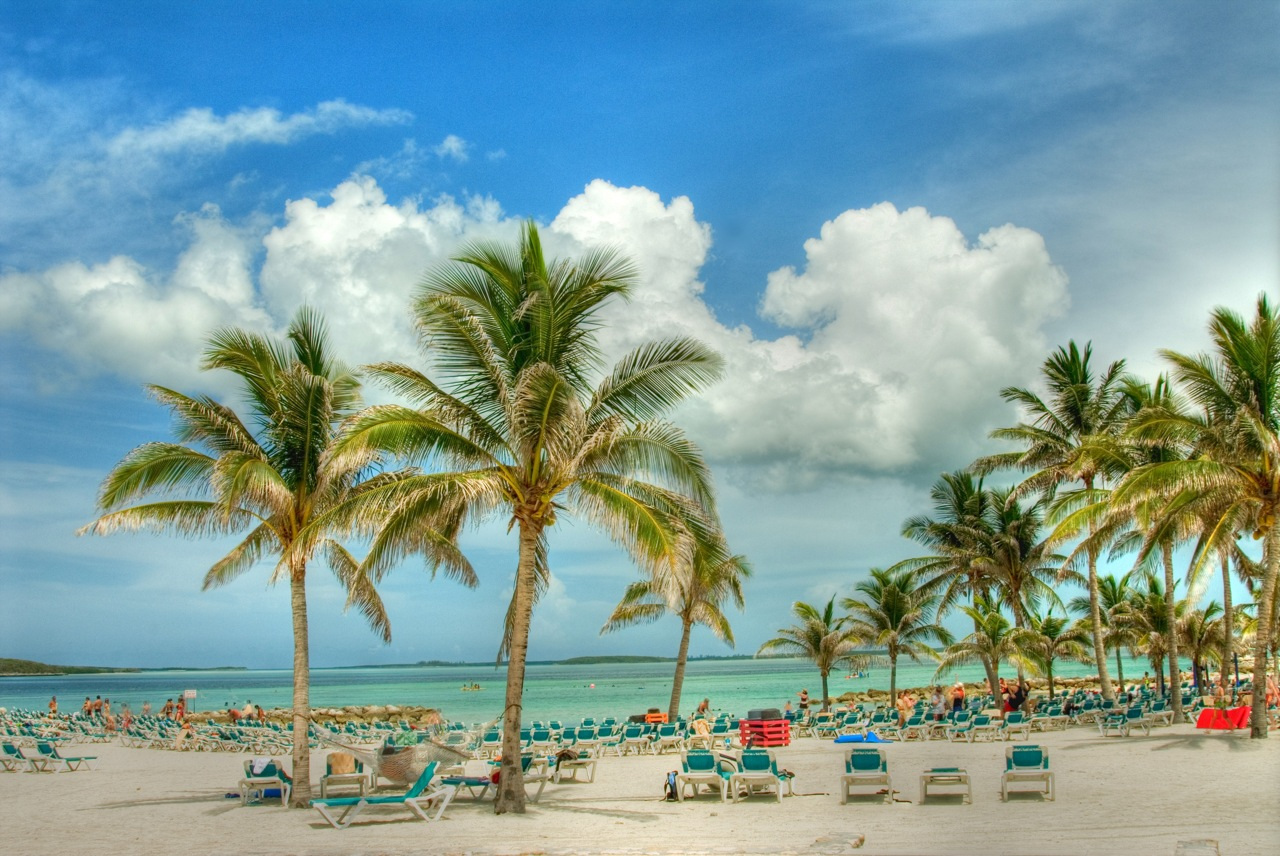
Back in Black a été enregistré à Nassau, la capitale des Bahamas.

La pochette de l'album est entièrement noire. Y figurent simplement le nom du groupe et le titre de l'album en caractères blancs. Pour le vinyle et la réédition CD de 2003, le nom du groupe et le titre de l'album sont noirs mais le nom du groupe est en gaufré blanc et le nom de l'album est en relief. Selon Malcolm Young la maison d’édition refusa longtemps l’idée d’une pochette noire, de peur que personne ne remarque l’album dans les rayons des magasins. La négociation concernant cette pochette aurait pris plus de temps que l’enregistrement de l’album.[réf. nécessaire]
Cet album est couramment considéré dans l'esprit du public comme un hommage à Bon Scott, précédent chanteur du groupe, bien que ce ne soit pas explicite, dans les paroles des chansons ou sur la pochette. Toutefois la couleur noire et le nom de l'album symbolisent le deuil du groupe à la suite du décès de Bon Scott, tandis que les chansons Hells Bells, Back in Black et Have a Drink on Me rendent hommage à Bon Scott.
Angus Young a déclaré que la chanson éponyme de l’album restait sa préférée à jouer en concert car elle a un effet sur le public dès les premières notes. Quant à Brian Johnson, il a déclaré que les chansons de cet album étaient pour lui les plus difficiles à chanter[réf. nécessaire] ; Axl Rose en 2016 a d'ailleurs salué la prouesse de son prédécesseur sur cet album de référence.
L'album a été remastérisé pour la première fois en 1994, de nouveau en 1997 pour les versions nord-américaines du coffret Bonfire, puis en 2003 comme la quasi-totalité des albums d'AC/DC.

## Enregistrement

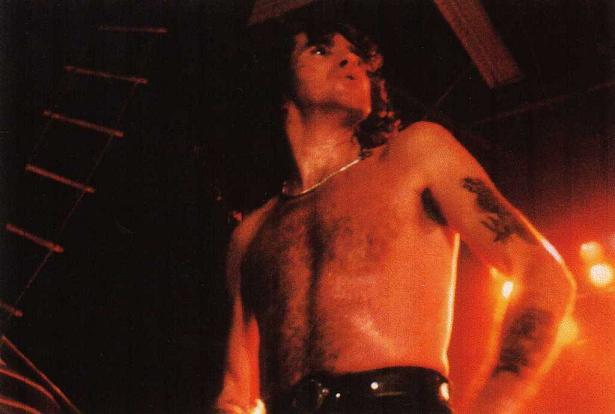
Bon Scott, chanteur, mort en février 1980 au début de l’écriture du nouvel album.

Après la mort de Bon Scott les membres du groupe décidèrent de s’isoler du monde médiatique en partant pour les Bahamas, au studio Compass Point. Le séjour ne fut pas si paradisiaque à cause de la saison des orages. D’après Johnson, ce sont ces orages qui lui auraient inspiré le premier couplet de Hells Bells : « A rolling thunder, a pouring rain / I’m coming on like an hurricane » que l’on peut traduire par « Un tonnerre grondant, une pluie torrentielle / Je déferle comme un ouragan ».
Le studio aurait également subi une invasion de crabes qui allaient se loger directement dans le matériel du studio.[réf. nécessaire]
La production de Robert Lange sur cet album est reconnue comme un standard de qualité. L’album est d’ailleurs utilisé par de nombreux producteurs pour calibrer leur matériel avant l’enregistrement.[réf. nécessaire] Le studio Compass Point est devenu célèbre et beaucoup d’artistes y ont enregistré par la suite, dont Judas Priest, Iron Maiden, U2, Lenny Kravitz et Adele. Cependant l’album a été mixé à New York City, au studio Electric Lady, créé par Jimi Hendrix. Il a fallu y ré-enregistrer le solo de Shoot to Thrill, Angus Young n’étant pas satisfait du résultat.

## Matériel
Tony Platt, ingénieur du son, utilisa une console MCI, des micros Neumann U87, U47 et Shure SM58.
Comme à leur habitude les frères Young utilisèrent des amplificateurs Marshall JTM45, non pas des modèles de 100 watts comme sur scène mais des modèles de 50 watts. Ceux-ci étaient reliés avec une résistance de 16 ohm à des enceintes Marshall équipés de haut-parleurs Celestion Greenback, un élément essentiel de leur son.

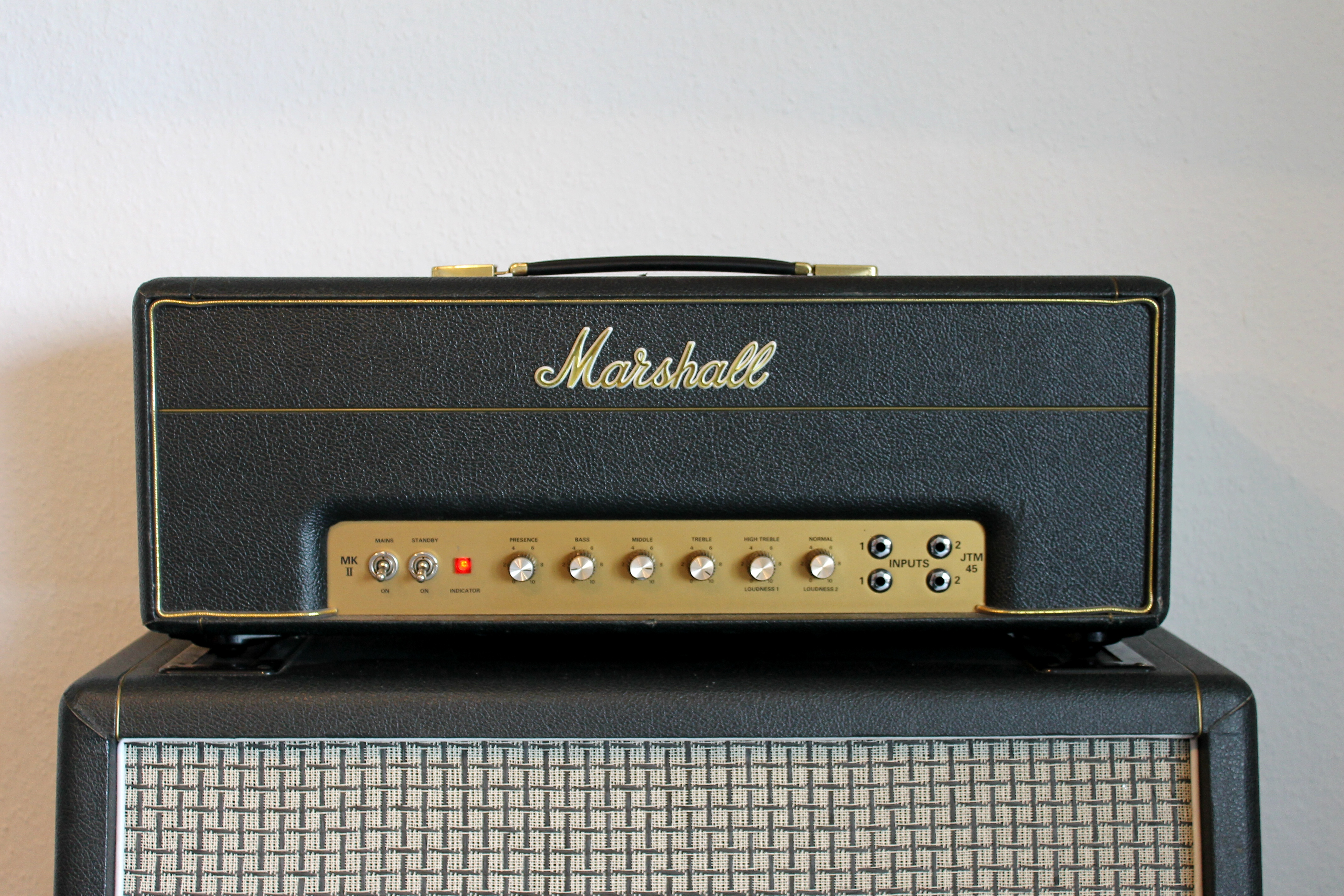
Marshall JTM 45 MK II Reissue

Malcolm Young utilisa une Gretsch Jet mais également une Gretsch Falcon, qu’il utilisa également durant le Back In Black Tour. Angus Young utilisa comme sur tous les albums sa première Gibson SG de 1970 mais aussi probablement une Gibson SG Custom à trois micros.[réf. nécessaire]
Aucun effet ne fut utilisé hormis un Schaffer Vega Diversity System (en), un système sans-fil qu’utilisait Angus Young sur scène. Les effets de celui-ci sur son son, rendant le registre medium plus agressif, le poussèrent à utiliser ce système même en studio.

## Réception
Avec un total de ventes estimé à plus de 50 millions,,, Back in Black est le deuxième album le plus vendu de tous les temps. La Recording Industry Association of America l'a certifié 25 fois disque de platine, correspondant à 25 millions d'albums vendus aux États-Unis, ce qui en fait le cinquième album le plus vendu dans ce pays.
Cependant, l’album ne connut pas un succès immédiat, car les fans doutaient de la capacité de Brian Johnson à remplacer Bon Scott. C’est pourquoi le groupe organisa de petits concerts en Belgique, dont le premier à Namur, pour tester la réaction des fans.
En dépit de son énorme succès, ce n'est pas l'album d'AC/DC s'étant le mieux classé aux États-Unis, atteignant au plus haut la 4e place des charts ; l'album suivant du groupe, For Those About to Rock We Salute You, atteignit la première place en 1981 tout comme l'album Black Ice en 2008[réf. nécessaire].
De nos jours cet album fait partie des classiques du rock. Ses riffs simples mais efficaces ont solidement établi la popularité du groupe à l'international, et inspiré des guitaristes tels que Slash, Kurt Cobain, Scott Ian, Eddie Van Halen, Matt Bellamy, Dave Mustaine, Joe Satriani et beaucoup d’autres. C’est aussi l’album dont les morceaux sont le plus fréquemment joués par le groupe en concert.
En 2003 le magazine Rolling Stone l'a placé en 73e position de son classement des 500 plus grands albums de tous les temps (77e position dans le classement révisé de 2012). L'album est également cité dans l'ouvrage de référence de Robert Dimery Les 1001 albums qu'il faut avoir écoutés dans sa vie et dans un très grand nombre d'autres listes similaires.
En 2013, il reçoit le Grammy Hall of Fame Award.

### Iron Man
En 2008 plusieurs chansons de l’album furent utilisées sur la bande originale de l’adaptation au cinéma des comics Iron Man (Marvel), à la demande de l’acteur principal Robert Downey Jr., fan du groupe. Cela permit de faire découvrir ces chansons à une nouvelle génération.

## Clips vidéo
Le groupe enregistra six clips vidéo pour l'album à Bréda aux Pays-Bas : Back in Black, Hells Bells, What Do You Do for Money Honey, You Shook Me All Night Long, Let Me Put My Love into You, et Rock and Roll Ain't Noise Pollution. Ces clips montrent simplement le groupe interprétant chaque morceau en studio, sans décor, avec un montage basique.
Les clips de Back in Black, Hells Bells, What Do You Do for Money Honey, et Rock and Roll Ain't Noise Pollution, ainsi que le clip de You Shook Me All Night Long de 1986 réalisé pour l'album Who Made Who, ont été réédités sur le coffret DVD Family Jewels en 2005. Le clip vidéo original pour You Shook Me All Night Long est sorti sur le coffret Backtracks en 2009. Le clip vidéo de Let Me Put My Love into You reste inédit (mais peut être vu sur YouTube).

## Liste des titres
Toutes les chansons ont été écrites par Malcolm Young, Angus Young et Brian Johnson.
| Face 1 | Face 1                         | Face 1 | Face 1 | Face 1 | Face 1 | Face 1 | Face 1 | Face 1 | Face 1 |
| No     | Titre                          | Durée  |        |        |        |        |        |        |        |
| ------ | ------------------------------ | ------ | ------ | ------ | ------ | ------ | ------ | ------ | ------ |
| 1.     | Hells Bells                    | 5:12   |        |        |        |        |        |        |        |
| 2.     | Shoot to Thrill                | 5:17   |        |        |        |        |        |        |        |
| 3.     | What Do You Do for Money Honey | 3:37   |        |        |        |        |        |        |        |
| 4.     | Givin the Dog a Bone           | 3:33   |        |        |        |        |        |        |        |
| 5.     | Let Me Put My Love Into You    | 4:16   |        |        |        |        |        |        |        |
| 42:17  |                                |        |        |        |        |        |        |        |        |

| 6.  | Back in Black                       | 4:16 |
| 7.  | You Shook Me All Night Long         | 3:32 |
| 8.  | Have a Drink on Me                  | 3:58 |
| 9.  | Shake a Leg                         | 4:06 |
| 10. | Rock and Roll Ain't Noise Pollution | 4:16 |

### Thèmes
Comme souvent chez AC/DC, les paroles des chansons renvoient au sexe (You Shook Me All Night Long, Shoot To Thrill, Let Me Put My Love Into You...), aux femmes, avec une tonalité parfois ouvertement misogyne (Given The Dog A Bone, What Do You Do For Money Honey), au rock 'n' roll et à la vie dissolue qui y est associée (Rock 'n' Roll Ain't Noise Pollution, Have A Drink On Me, Shake A Leg) mais aussi à des thèmes plus lugubres, en lien avec le contexte funèbre de sa composition (Hell's Bells, Back in Black).

#### Hells Bells
Chanson basée sur une allégorie de l’enfer et de la mort qui parle à la première personne. La cloche utilisée au début de la chanson est une réplique de la Denison Bell du carillon du mémorial de guerre de Loughborough. Elle pèse 2000 livres (910 kg) et fut construite par John Taylor Bellfounders. L’original ne pouvait être utilisé à cause des pigeons qui parasitaient les enregistrements. Elle sonne 13 fois.

#### Shoot to Thrill
Inspirée des films Western tels que Le Bon, la Brute et le Truand, notamment au niveau du pont durant lequel la guitare rythmique imite un duel.[réf. nécessaire]

#### What You Do for Money Honey
Typiquement le registre sexuel d’une chanson d’AC/DC évoquant une « Gold Digger », une prostituée. Le titre peut être traduit par : « Qu’est-ce que tu fais pour du pognon, poupée ? ».

#### Back in Black
C'est l'histoire d’un homme au fond du trou qui remonte la pente après l’échec.[réf. nécessaire] Vraisemblable allusion à la mort de Bon Scott et à la reconquête que le groupe est en train de vivre.[réf. nécessaire]

#### You Shook Me All Night Long
Chanson rock dansante ayant propulsé l’album sur les ondes radio, évoquant une relation sexuelle de longue haleine avec une nymphomane. Johnson fut inspiré par ce thème en regardant des femmes sur la plage.[réf. nécessaire]

#### Rock and Roll Ain’t Noise Pollution
Cette chanson a été écrite en réponse au gouvernement néo-zélandais qui avait comparé la musique d'AC/DC à une « pollution sonore »,. Il s'agit d'une des nombreuses chansons du groupe faisant directement référence à la musique rock.

## Composition du groupe
- Brian Johnson – chant
- Angus Young – guitare solo
- Malcolm Young – guitare rythmique, chœurs
- Cliff Williams – basse, chœurs
- Phil Rudd – batterie

### Production
- Robert John « Mutt » Lange – producteur
- Benji Armbrister – ingénieur assistant
- Bob Defrin – direction artistique
- Robert Ellis – photographie
- Bob Ludwig – mastering (Vinyle original)
- Barry Diament – mastering (CD original)
- Ted Jensen – remastering (réédition EMI/Atco (1994 et 1997))
- George Marino – remastering (réédition Epic (2003))
- Tony Platt  – ingénieur et mixage
- Brad Samuelsohn – ingénieur assistant
- Jack Newber – ingénieur assistant

## Charts & certifications

### Album
Charts
| Pays                                  | Durée du classement | Meilleure position | date              |
| ------------------------------------- | ------------------- | ------------------ | ----------------- |
| Allemagne (GfK Entertainment)         | 105 semaines        | 1er                | 22 mars 2024      |
| Australie (AMR Charts)                | -                   | 1er                | 9 mars 1981       |
| Autriche (Ö3 Austria Top 40)          | 85 semaines         | 6e                 | 15 octobre 1980   |
| Belgique (V) (Ultratop)               | 22 semaines         | 58e                | 23 mars 2024      |
| Belgique (W) (Ultratop)               | 50 semaines         | 61e                | 23 mars 2024      |
| Canada (RPM),                         | 226 semaines        | 1er                | 7 mars 1981       |
| Danemark (Tracklisten)                | 3 semaines          | 27e                | 26 juin 2009      |
| Écosse (Scottish Album Chart)         | 98 semaines         | 4e                 | 22 mars 2024      |
| Espagne (Promusicae)                  | 8 semaines          | 33e                | 25 septembre 2005 |
| États-Unis (Billboard 200)            | 614 semaines        | 4e                 | 20 décembre 1980  |
| Finlande (Suomen virallinen lista)    | 10 semaines         | 9e                 | 22 juin 2009      |
| France (SNEP) ,                       | 135 semaines        | 1er                | 1980              |
| Italie (FIMI)                         | 395 semaines        | 9e                 | 21 mars 2024      |
| Norvège VG-lista)                     | 27 semaines         | 8e                 | 4 avril 2005      |
| Nouvelle-Zélande (RMNZ Albums Top40)  | 30 semaines         | 24e                | 7 février 1982    |
| Pays-Bas (MegaCharts)                 | 9 semaines          | 27e                | 13 septembre 980  |
| Portugal (AFP)                        | 14 semaines         | 28e                | 18 mars 2024      |
| Royaume-Uni (UK Albums Chart)         | 62 semaines         | 1er                | 3 août 1980       |
| Royaume-Uni (UK Rock and Metal Chart) | 742 semaines        | 1er                | 22 mars 2024      |
| Suède (Sverigetopplistan)             | 34 semaines         | 12e                | 22 août 1980      |
| Suisse (Schweizer Hitparade)          | 86 semaines         | 3e                 | 24 mars 2024      |
| Nouvelle-Zélande (Rianz               | 29 semaines         | 24                 | 07/02/1982        |

Certifications
| Pays                    | Certification | Ventes       | Date             |
| ----------------------- | ------------- | ------------ | ---------------- |
| Allemagne (BVMI)        | 2 × Platine   | 1 000 000+   | 2003             |
| Argentine (CAPIF        | 2 × Platine   | 120 000 +    | 4 novembre 1999  |
| Australie(ARIA)         | 12 × Platine  | 840 000 +    | 30 janvier 2013  |
| Autriche(IFPI Austria)  | Platine       | 50 000 +     | 19 décembre 1991 |
| Canada (Music Canada)   | Diamant       | 1 000 000 +  | 13 octobre 1989  |
| Danemark (IFPI Danmark) | 2 × Platine   | 40 000+      | 17 juillet 2018  |
| États-Unis (RIAA)       | 27 × Platine  | 27 000 000 + | 21 août 2024     |
| France(SNEP)            | 2 × Platine   | 600 000+     | 17 octobre 2001  |
| Italie (FIMI)           | 3 × Platine   | 150 000+     | 2021             |
| Nouvelle-Zélande (RMNZ) | 6 × Platine   | 90 000 +     | 8 avril 2024     |
| Pologne (ZPAV)          | Or            | 10 000       | 8 septembre 2021 |
| Royaume-Uni (BPI)       | 2 × Platine   | 600 000+     | 27 avril 2018    |
| Suisse (IFPI Suisse)    | 2 × Platine   | 100 000+     | 1996             |

Note : pour la France, bien que les ventes de l'album n'aient été certifiées que pour 600 000 exemplaires, les ventes réelles de l'album sont estimées à 1 401 800 à la fin de l'année 2017.

### Singles
| Single                              | Chart                    | durée du classement | Position | Date              | Certifications                                                   |
| ----------------------------------- | ------------------------ | ------------------- | -------- | ----------------- | ---------------------------------------------------------------- |
| You Shook Me All Night Long         | (Hot 100)                | 16 semaines         | 35e      | 8 novembre 1980   | Or · 9 × Platine · Platine · 6 × Platine · 2 × Platine · Platine |
| You Shook Me All Night Long         | (Single Top 100)         | 22 semaines         | 29e      | 20 octobre 1980   | Or · 9 × Platine · Platine · 6 × Platine · 2 × Platine · Platine |
| You Shook Me All Night Long         | (AMR singles Chart)      | 12 semaines         | 8e       | 17 novembre 1980  | Or · 9 × Platine · Platine · 6 × Platine · 2 × Platine · Platine |
| You Shook Me All Night Long         | (Single Top 100)         | 16 semaines         | 5e       | 9 octobre 1980    | Or · 9 × Platine · Platine · 6 × Platine · 2 × Platine · Platine |
| You Shook Me All Night Long         | (IRMA)                   | 1 semaines          | 19e      | 28 septembre 1980 | Or · 9 × Platine · Platine · 6 × Platine · 2 × Platine · Platine |
| You Shook Me All Night Long         | (UK Singles Chart)       | 11 semaines         | 38e      | 21 septembre 1980 | Or · 9 × Platine · Platine · 6 × Platine · 2 × Platine · Platine |
| Rock and Roll Ain't Noise Pollution | (AMR singles Chart)      | 7 semaines          | 7e       | 9 mars 1981       | —                                                                |
| Rock and Roll Ain't Noise Pollution | (IRMA)                   | 7 semaines          | 15e      | 7 décembre 1980   | —                                                                |
| Rock and Roll Ain't Noise Pollution | (UK Singles Chart)       | 8 semaines          | 15e      | 7 décembre 1980   | —                                                                |
| Back in Black                       | (Hot 100)                | 15 semaines         | 37e      | 21 février 1981   | Platine · 7 × Platine · 2 × Platine · 2 × Platine · Platine ·    |
| Back in Black                       | (Single Top 100)         | 2 semaines          | 58e      | 1er décembre 2012 | Platine · 7 × Platine · 2 × Platine · 2 × Platine · Platine ·    |
| Back in Black                       | (UK Singles Chart)       | 4 semaines          | 27e      | 25 novembre 2012  | Platine · 7 × Platine · 2 × Platine · 2 × Platine · Platine ·    |
| Back in Black                       | (Sverigetopplistan)      | 1 semaine           | 100e     | 10 juillet 2015   | Platine · 7 × Platine · 2 × Platine · 2 × Platine · Platine ·    |
| Hells Bells                         | (Mainstream Rock Tracks) | 1 semaine           | 50e      | 28 mars 1981      | Or · 3 × Platine · Or · Argent                                   |
| Hells Bells                         | (Single Top 100)         | 20 semaines         | 25e      | 2 février 1981    | Or · 3 × Platine · Or · Argent                                   |
| Hells Bells                         | (AMR singles Chart)      | 7 semaines          | 7e       | 9 mars 1981       | Or · 3 × Platine · Or · Argent                                   |
| Hells Bells                         | (Ö3 Austria Top 40)      | 2 semaines          | 49e      | 7 décembre 2012   | Or · 3 × Platine · Or · Argent                                   |
| Hells Bells                         | Top 100                  | 11 semaines         | 16e      | 12 septembre 1980 | Or · 3 × Platine · Or · Argent                                   |
| Hells Bells                         | (Schweizer Hitparade)    | 1 semaine           | 61e      | 14 juin 2015      |                                                                  |
| Shoot to Thrill                     | (Mainstream Rock Tracks) | 1 semaine           | 60e      | 11 avril 1981     | 2 × Platine · Or                                                 |

## Anecdotes

### Vinyle
Sur le premier pressage du vinyle en 1980 la liste de chanson au dos de la pochette est dans le désordre. Depuis cette erreur est restée sur tous les vinyls réédités. Par contre l’erreur n’a jamais été faite sur les autres supports.

### Doutes
À la fin des sessions d’enregistrement, Brian Johnson est dubitatif quant au succès de l’album. Il considère sa voix trop aiguë.[réf. nécessaire]

### Back In Black Tour
Lors de la tournée qui a suivi la sortie de l’opus, le groupe a connu un succès important notamment aux États-Unis où ils n’avaient jamais réussi à percer auparavant. La cloche fabriquée pour Hells Bells fut utilisée sur les premiers concerts mais ensuite remplacée par un modèle plus léger car l’originale risquait de tomber du fait de son poids (910 kg).